# Синяк (рослина)
Синяк (Echium L.) — рід дворічних жорстколистих рослин з родини шорстколистих. В Україні 4 види; найпоширеніші: синяк звичайний (Е. vulgare L.) на кам'янистих схилах, у степах, на сухих луках і як бур'ян б. доріг і жител, у посівах на полях. Звичний по всій Україні. Листя має вітамін С; насіння містить 27,9% олії і являє собою цінну сировину для лако-фарбної промисловості. Квітки можна використовувати для вироблення червоної фарби; С. червоний (Е. rubrum Jack), по степових схилах, кам'янистих місцях, ліс. галявинах і в соснових лісах. Кору його коренів можна використовувати для фарбування тканин в карміново-червоний колір. Обидва види — цінні медоноси.

## Види
- Echium acanthocarpum
- Echium aculeatum
- Echium albicans
- Echium amoenum
- Echium anchusoides
- Echium angustifolium
- Echium arenarium
- Echium asperrimum
- Echium auberianum
- Echium bethencourtii
- Echium boissieri
- Echium bond-spraguei
- Echium bonnetii
- Echium bramwellii
- Echium brevirame
- Echium callithyrsum
- Echium candicans
- Echium canum
- Echium creticum
- Echium decaisnei
- Echium flavum
- Echium gaditanum
- Echium gentianoides
- Echium giganteum
- Echium glomeratum
- Echium handiense
- Echium hierrense
- Echium horridum
- Echium humile
- Echium hypertrophicum
- Echium italicum
- Echium judaeum
- Echium khuzistanicum
- Echium lancerottense
- Echium lemsii
- Echium leucophaeum
- Echium lidii
- Echium longifolium
- Echium lusitanicum
- Echium modestum
- Echium nervosum
- Echium onosmifolium
- Echium orientale
- Echium pabotii
- Echium parviflorum
- Echium petiolatum
- Echium pininana
- Echium plantagineum
- Echium popovii
- Echium portosanctense
- Echium rauwolfii
- Echium rosulatum
- Echium sabulicola
- Echium salmanticum
- Echium simplex
- Echium spurium
- Echium stenosiphon
- Echium strictum
- Echium suffruticosum
- Echium sventenii
- Echium tenue
- Echium triste
- Echium tuberculatum
- Echium webbii
- Echium velutinum
- Echium wildpretii
- Echium virescens
- Echium vulcanorum
- Echium vulgare — синяк звичайний